# Schaefferia ovatifolia
Schaefferia ovatifolia är en benvedsväxtart som beskrevs av C.L. Lundell. Schaefferia ovatifolia ingår i släktet Schaefferia och familjen Celastraceae. Inga underarter finns listade.